# Andrée Delcourt-Pêtre
Andrée Delcourt-Pêtre (Binche, 6 november 1937) is een voormalig Belgisch senator voor de PSC.

## Levensloop
Ze is licentiate in economische en sociale politiek aan de Université Catholique de Louvain. Beroepshalve werd ze vormingswerkster. 
Omdat Andrée Delcourt-Pêtre erg betrokken was bij het familiaal verenigingsleven, was ze van 1980 tot 1991 voorzitster van Vie féminine. Ook was ze van 1985 tot 1991 ondervoorzitster van de Mouvement Ouvrier Chrétien. Ook was ze lid van de raad van bestuur en lid van het bureau van de Hoge Raad van de Office de la naissance de l'enfance, voorzitter van de Adviesraad voor de bevolkingsgroepen van vreemde afkomst van de Franse Gemeenschap en lid van de raad van bestuur van het Verbond der Europese gezinsorganisaties.
Als lid van de PSC werd ze in 1991 door haar partij gecoöpteerd in de Belgische Senaat, wat ze bleef tot in 1995. In dat jaar werd ze rechtstreeks verkozen in de Senaat en bleef dit mandaat vervullen tot in 1999. In de Senaat was ze van 1995 tot 1999 quaestor. Daarnaast was zij van 1995 tot 2004 gemeenteraadslid van La Louvière.

## Eretekens
- Op 9 juni 1999 werd Delcourt-Pêtre benoemd tot ridder in de Leopoldsorde.